# Pierre Halut
Pierre Halut (10 giugno 1978) è uno schermidore belga.

## Biografia
Nei campionati europei di scherma ha conquistato una medaglia d'argento a Coblenza nel 2001, nella gara di fioretto a squadre.

## Palmarès
In carriera ha conseguito i seguenti risultati:
- Europei di scherma

Coblenza 2001: argento nel fioretto a squadre.